# Cuverville (Eure)
Cuverville es una localidad y comuna francesa situada en la región de Alta Normandía, departamento de Eure, en el distrito de Les Andelys y cantón de Sains-Richaumont.

## Demografía
| 125 | 160 | 138 | 126 | 144 | 160 |
| Para los censos de 1962 a 1999 la población legal corresponde a la población sin duplicidades (Fuente: INSEE [Consultar]) |     |     |     |     |     |

## Lugares de interés
Iglesia de Saint-Pierre: tiene un coro del siglo XII y ábside declarada Monumento Histórico de Francia, una nave del siglo XVIII, y un porche de 1713.